# Prosenice (Prosenická Lhota)
Prosenice jsou malá vesnice, část obce Prosenická Lhota v okrese Příbram ve Středočeském kraji. Nachází se asi jeden kilometr severně od Prosenické Lhoty. Je zde evidováno 43 adres. V roce 2011 zde trvale žilo 146 obyvatel.
Prosenice leží v katastrálním území Prosenická Lhota o výměře 8,5 km².

## Historie
První písemná zmínka o vesnici pochází z roku 1561.
Za druhé světové války se ves stala součástí vojenského cvičiště Zbraní SS Benešov a její obyvatelé se museli 31. října 1943 vystěhovat.

## Obyvatelstvo
| Rok            | 1869 | 1880 | 1890 | 1900 | 1910 | 1921 | 1930 | 1950 | 1961 | 1970 | 1980 | 1991 | 2001 | 2011 | 2021 |
| -------------- | ---- | ---- | ---- | ---- | ---- | ---- | ---- | ---- | ---- | ---- | ---- | ---- | ---- | ---- | ---- |
| Počet obyvatel | 145  | 148  | 146  | 144  | 134  | 116  | 109  | 78   | 81   | 76   | 55   | 67   | 72   | 79   | 143  |
| Počet domů     | 19   | 19   | 19   | 19   | 19   | 19   | 19   | 21   | 21   | 19   | 16   | 23   | 27   | 31   | 47   |

## Pověst
V zahrádce jednoho domu se nachází křížek. Podle pověsti je v tom místě pod ním zakopaný očarovaný předmět. Hospodyně z domu se chystala příst len. Měla pozvané sousedky nejen na předení, ale i na kus řeči. Ale když vyndavala kolovrat z komory, zakopla tak nešťastně, že upadla a kolovrat rozbila. Manžel jí půjčil jiný od sousedky a zároveň hned objednal u koláře nový. Na jaře kolovrat donesl. Když k němu žena zasedla a začala příst, nešel kolovrat zastavit. Neustále se točil dál. Muž i děti se ho pokoušeli zastavit, dokonce ho pokropili svěcenou vodou, ale nic platno. Stará babička záhadu objasnila. Kolovrat byl udělaný o pašijovém týdnu a proto byl očarovaný. Tak raději kolovrat rozlámali na kusy a zakopali do země. Navrch dali veliký kámen a ještě tam pro jistotu postavili kříž.

## Galerie

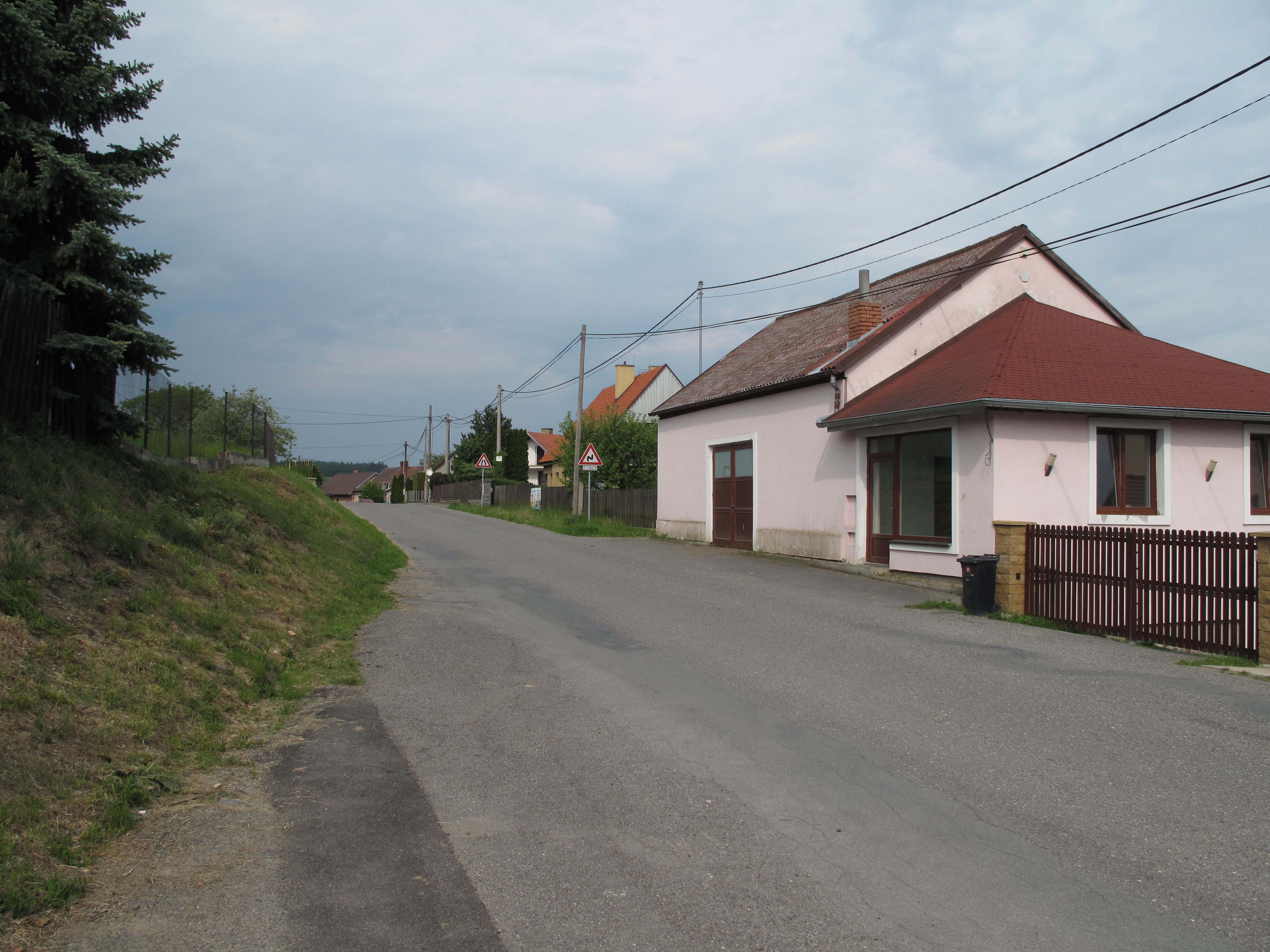
Cesta s domy
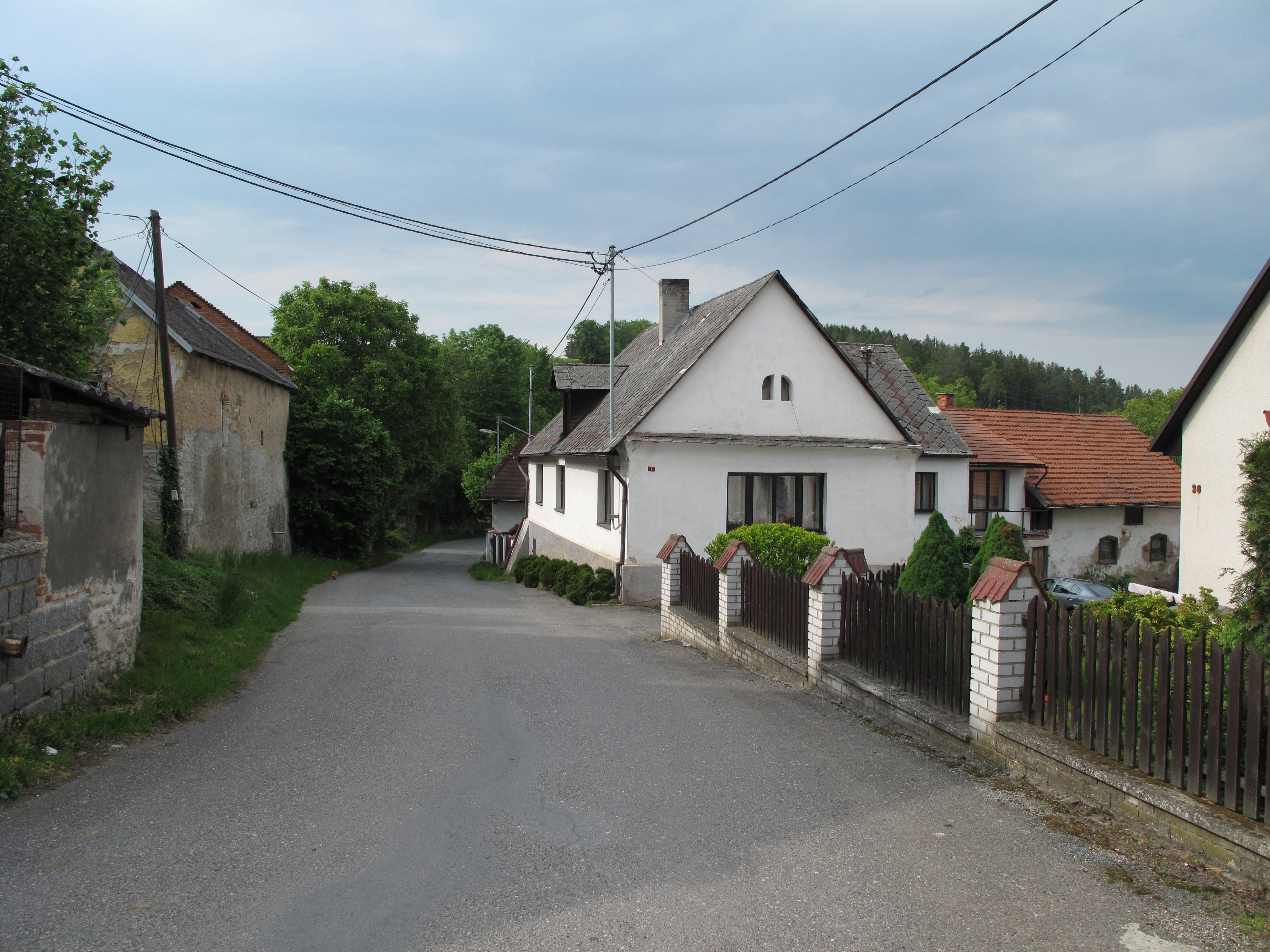
Dům u cesty
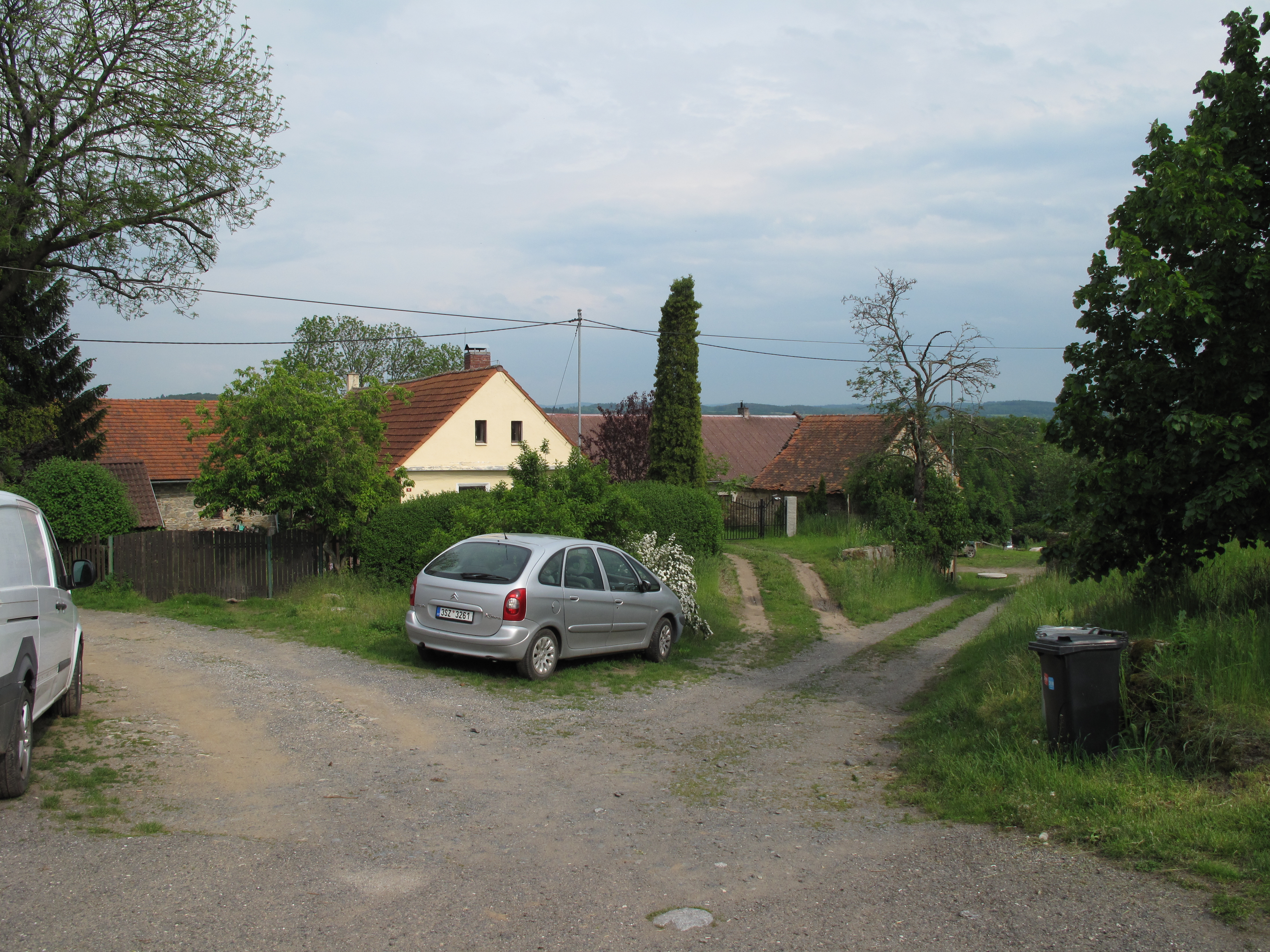
Rozcestí